# Eratoneura tumida
Eratoneura tumida är en insektsart som först beskrevs av Knull 1954.  Eratoneura tumida ingår i släktet Eratoneura och familjen dvärgstritar. Inga underarter finns listade i Catalogue of Life.